# Televizori
»Televizori« je skladba in prvi single skupine Prljavo kazalište, ki je izšel leta 1978. Ta single je prva izdaja skupine, vsebuje pa tri skladbe: »Televizori«, »Majka« in »Moje djetinjstvo«. Producent singla je bil Vedran Božić. Čeprav je skupina, po ovitku sodeč, promovirala punk, je njen zvok usmerjen bolj v klasični rock.
Skladba »Televizori« je ena najznačilnejših skladb skupine, vseeno pa je kmalu po objavi bila pozabljena. Razlog je verjeten ta, da je skupina po izdaji singla zamenjala založbo Jugoton z založbo Suzy. Skladba je bila ponovno izdana leta 1989 na kaseti albuma v živo Sve je lako kad si mlad - live in leta 2001 na kompilacijskem albumu Sve je lako kad si mlad '77-'99.

## Seznam skladb
A stran
1. »Televizori«
2. »Majka«

B stran
1. »Moje djetinjstvo«

## Zasedba
- Davorin Bogović – vokal
- Jasenko Houra – ritem kitara, spremljevalni vokal
- Zoran Cvetković – solo kitara
- Ninoslav Hrastek – bas kitara
- Tihomir Fileš – bobni